# Кеннет — Ейвон
Кеннет — Ейвон (англ. Kennet and Avon Canal) — судноплавний канал на півдні Англії, споруджений між 1794 і 1810 роками. Довжина 140 км. Канал сполучає між собою системи рік Ейвон, що впадає в Бристольську затоку та Кеннет, що є лівою притокою Темзи, сполучаючи таким чином між собою Бристоль на заході країни з Лондоном на сході. Канал долучається до річки Ейвон біля міста Бат, а до річки Кеннет біля міста Ньюбері. На каналі споруджено 105 шлюзів і 1 тунель. Каналізація річищ самих рік Ейвон та Кеннет до крайніх точок каналу була проведена ще на початку XVIII століття.
В кінці XIX — на початку XX століть, після відкриття Великої Західної залізниці (GWR), канал поступово вийшов з експлуатації і занепав. В другій половині XX століття канал поетапно відновили, переважно зусиллями добровольців. Після десятиліть занехаяння та значних реставраційних робіт він був знову відкритий у 1990 році. Канал став популярним туристичним місцем для катання на човнах і каное, риболовлі, його прибережні території є місцем піших прогулянок та велосипедних подорожей, канал також має важливе значення для збереження дикої природи.
У місті Дівайзіс графства Вілтшир є музей каналу Кеннет — Ейвон.

## Історія
Ідея створення водного зв'язку між сходом і заходом Південної Англії вперше згадується в Єлизаветинську епоху, між 1558 і 1603 роками, з метою скористатися близькістю приток річок Ейвон і Темзи, найнаближеніші з яких протікають лише за 5 км одна від одної. Пізніше, близько 1626 року, Генрі Бріґґз провів огляд двох річок і зазначив, що ландшафт між ними був рівним і ґрунт в цій місцевості легко копається. Він запропонував проєкт каналу, щоб з'єднати притоки річок Ейвон та Темзи, але після його смерті в 1630 році план був відхілений. Після Громадянської війни в Англії до парламенту були представлені чотири законопроєкти, але їхня реалізація була неможлива через супротив джентрі, фермерів та торговців, яких не влаштовувала поява дешевого водного транспорту, що могло призвести до зменшення вартості зборів на дорогах, які проходили по їхніх володіннях та надходження на ринок дешевших товарів з Уельсу і падінню цін на продукти місцевого виробництва :15-18.
Альтернативою сухопутному транспорту для перевезення вантажів між Бристолем та Лондоном був небезпечний морський маршрут через Ла-Манш. Невеликі прибережні вітрильники того часу часто зазнавали кораблетрощ через атлантичні шторми і ризикували бути атакованими корсарами чи військовими кораблями Франції під час частих військових конфліктів.
У 1718—1723 роках під керівництвом інженера Дж. Хора з Ньюбері було проведено роботи з перетворення русла Кеннет на судноплавне на ділянці від Редінга до Ньюбері. У 1723 році, незважаючи на значну протидію місцевого населення, відкрилася навігація по Кеннет, що містить ділянки природного русла, що чергуються з 18 км штучно створених шлюзованого каналізованого річища. Річка Ейвон була історично судноплавною від Брістоля до Бат, але будівництво водяних млинів на річці у XIII столітті змусило її перекрити. У 1727 році судноплавство було відновлено з будівництвом шести шлюзів, здійсненим під наглядом Дж. Хора. Обидві річкі були каналізовані для судноплавства незалежно одна від одної з метою задоволення місцевих потреб, але врешті решт вони призвели до планів їх з'єднання судноплавним каналом.
У 1788 році було запропоновано створити «Західний канал», щоб покращити торгівельно-комунікаційні зв'язки з такими містами як Гюнгерфорд, Марлборо, Калн, Чіппенгем та Мелкшем. Наступного року запропонували маршрут для цього каналу, хоча були сумніви щодо достатності водопостачання. Назву було змінено із «Західного каналу» на «Кеннет — Ейвон», щоб уникнути плутанини з Великим Західним каналом, який пропонувався в той самий час.
У 1793 році інженер Джон Ренні провів подальше обстеження, і проэкт каналу було змінено на користь більш південного маршрута через Великий Бедвін, Дівайзіс, Кроубридж та Ньюбері. Запропонований маршрут був прийнятий Компанією Кеннет-Ейвонського каналу і вона почала приймати підписки від потенційних акціонерів. У липні 1793 року Ренні запропонував подальші зміни маршруту, включаючи будівництво тунелю в лісі Савернак. 17 квітня 1794 року Закон про Кеннет — Ейвон отримав Королівський згоду і будівництво розпочалося.
У 1801 році розпочалася перевезення по вже збудованій частині каналу. Товари спочатку доводилося вивантажувати в Фоксхангері внизу того, що зараз є Кейн-Хільськими шлюзами, перевозити на гору кінною тягою і перевантажувати в баржі вгорі. У 1810 році тут було завершено будівництво шлюзів.
Канал на всьому своєму протязі був відкритий у 1810 році після 16 років будівництва. Вартість перевезення вантажів каналом після введення в експлуатацію Кейн-Хільських шлюзів була майже в 3 рази дешевшою, ніж сухопутним шляхом. До 1818 року на каналі працювали сімдесят барж, більшість тоннажу складали вугілля та каміння. Поїздка від Бата до Ньюбері займала в середньому три з половиною дні. До 1832 року щорічно перевозили 300 000 тон вантажів, а між 1825 та 1834 роками компанія мала щорічний дохід близько 45 000 фунтів.
В 1841 відкрилася Велика західна залізниця, яка перебрала на себе значну частину перевезень, і, незважаючи на те, що компанія  Kennet and Avon Canal знизила тарифи, трафік на каналі Кеннет - Ейвон почав поступово знижуватися. 1852 року залізнична компанія придбала канал і тепер на пунктах оплати стягувалися високі мита, у той час, як на залізничному перевезенні вводилися пільгові мита. На каналі було зупинено роботу криголаму, заборонено рух вночі, що врешті-решт не могло не позначитися на трафіку судноплавного шляху. З 1877 року канал був стабільно збитковим. У 1926 році, у зв'язку з отриманням указу від Міністерства транспорту, залізнична компанія ухвалила рішення про закриття каналу, але зустріла опір опозиціонерів, після чого було ухвалено рішення щодо поліпшення обслуговування на каналі.
Після 1947 року канал контролювала транспортна комісія, а до 1950-х років деякі ділянки каналу були закриті через погану якість обслуговування.

## Відхилення рішення про закриття і відновлення каналу
На початку 1950-х років з'явилася ініціативна група, що підтримувала відновлення каналу. Незабаром ця група приєдналися до Асоціації внутрішніх водних шляхів. У березні 1956 року в парламенті був прийнятий пункт закону «Про Закон про транспортну комісію Великої Британії (№ 2)», який скасував право навігації між Рідингом і Батом. Опозицію реалізації цього акта на практиці склали підприємець Джон Гулд і місцеві власники земель, розташованих вздовж судохідного шляху. Опозиціонери підтримали підписників ходатайства, доставленого в Лондон по каналу.
У 1962 році Консультативний комітет країни повідомив про план відновлення каналу та виділив 40 000 фунтів стерлінгів на відновлення та утримання каналу. У 1963 році була знову організована компанія Британських Водних шляхів. Управління реставраційними роботами взяли на себе місцеві влади. Реставрацію канала вели добровольці та співробітники компанії Водних шляхів. Роботи розпочалися наприкінці 1960-х років і продовжувалися в 70-х і 80-х роках.
17 липня 1990 року було завершено ділянку між Рідінгом і Ньюбері. Святкування з приводу закінчення відновлювальних робіт у 2003 році відвідав принц Уельський.

## Маршрут каналу

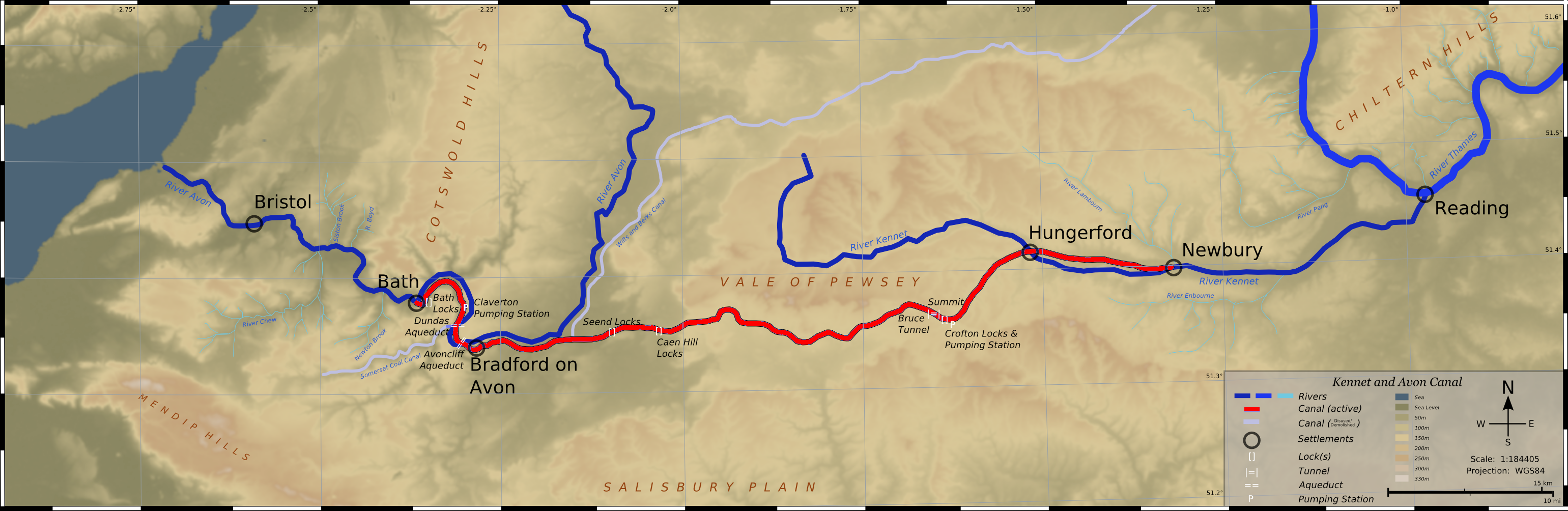
Карта каналу.

Від міста Бредфорд-он-Ейвон канал проходить вздовж русла річки Ейвон, двічі перетинаючи його. В місцях перетинання каналу й річки споруджено мости-канали. Біля села Семінгтон канал має з'єднання з Вілт-Беркським каналом (закритий 1914 року). Далі траса каналу проходить по долині П'юзі. Проходить по тунелю Брюс, названому так за ім'ям графа Т. Бруденелля-Брюса, довжиною 459 м, єдиному тунелі на каналі. Далі канал проходить вздовж річища річки Дан — спочатку вздовж її правого берега, потім — лівого, потім — знову правого. У місцях перетинання трасою каналу русла річки Дан траса проходить над річкою завдяки спорудженим мостам-каналам. Після впадіння Дан у ріку Кеннет канал проходить вздовж її річища. У графстві західний Беркшир біля села Евінгтон річка Кеннет розходиться на кілька рукавів, що протікають на дещо різних висотах. З цього місця канал проходить руслом одного з цих рукавів. Нижче за течією рукави річки знову з'єднуються. Тут встановлено греблю на трасі накалу.

Галерея
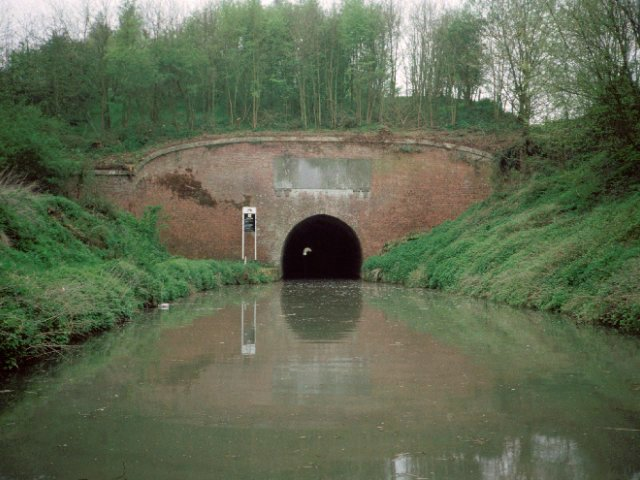
Східний вхід у тунель Брюс.
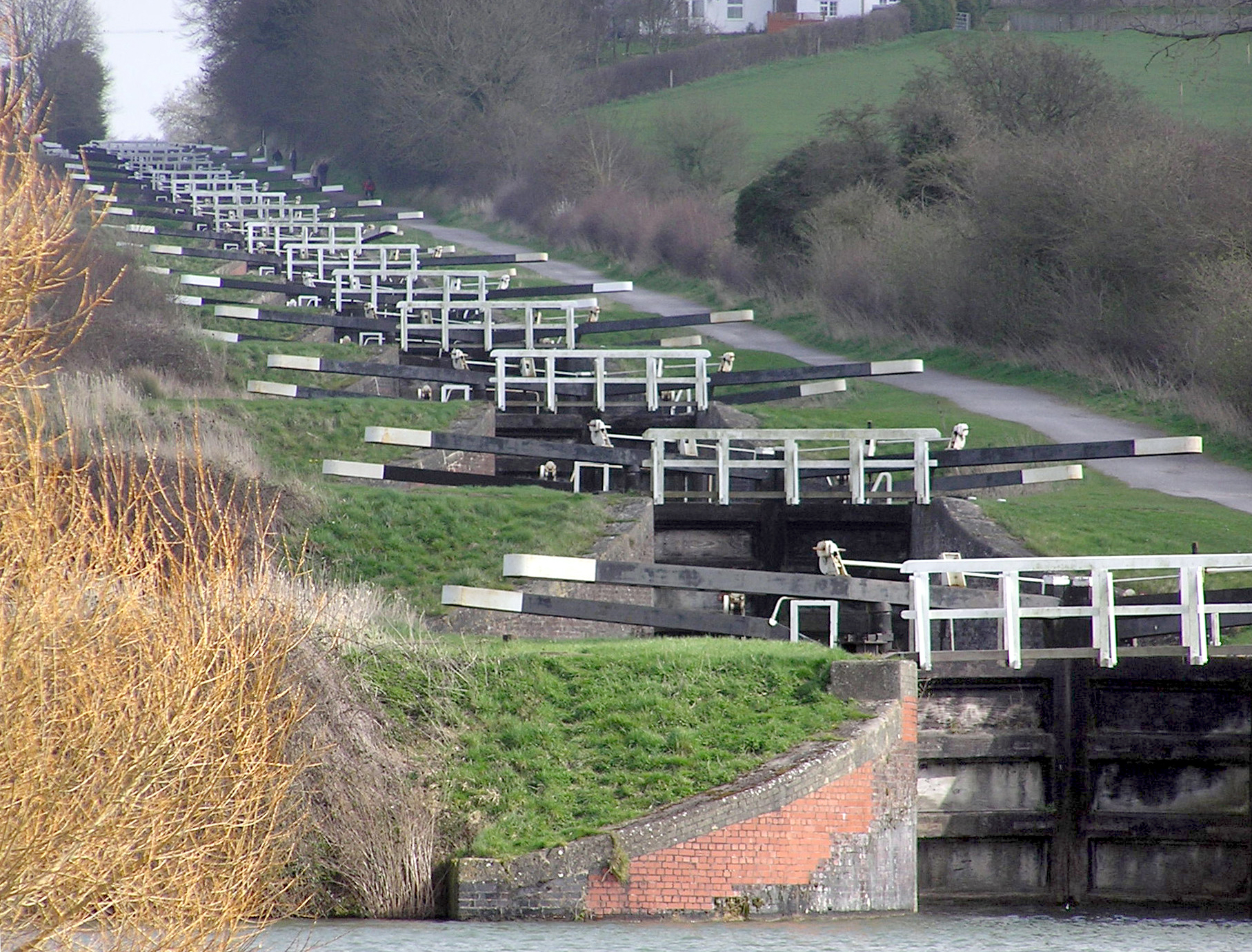
Кейн-Хільські шлюзи.
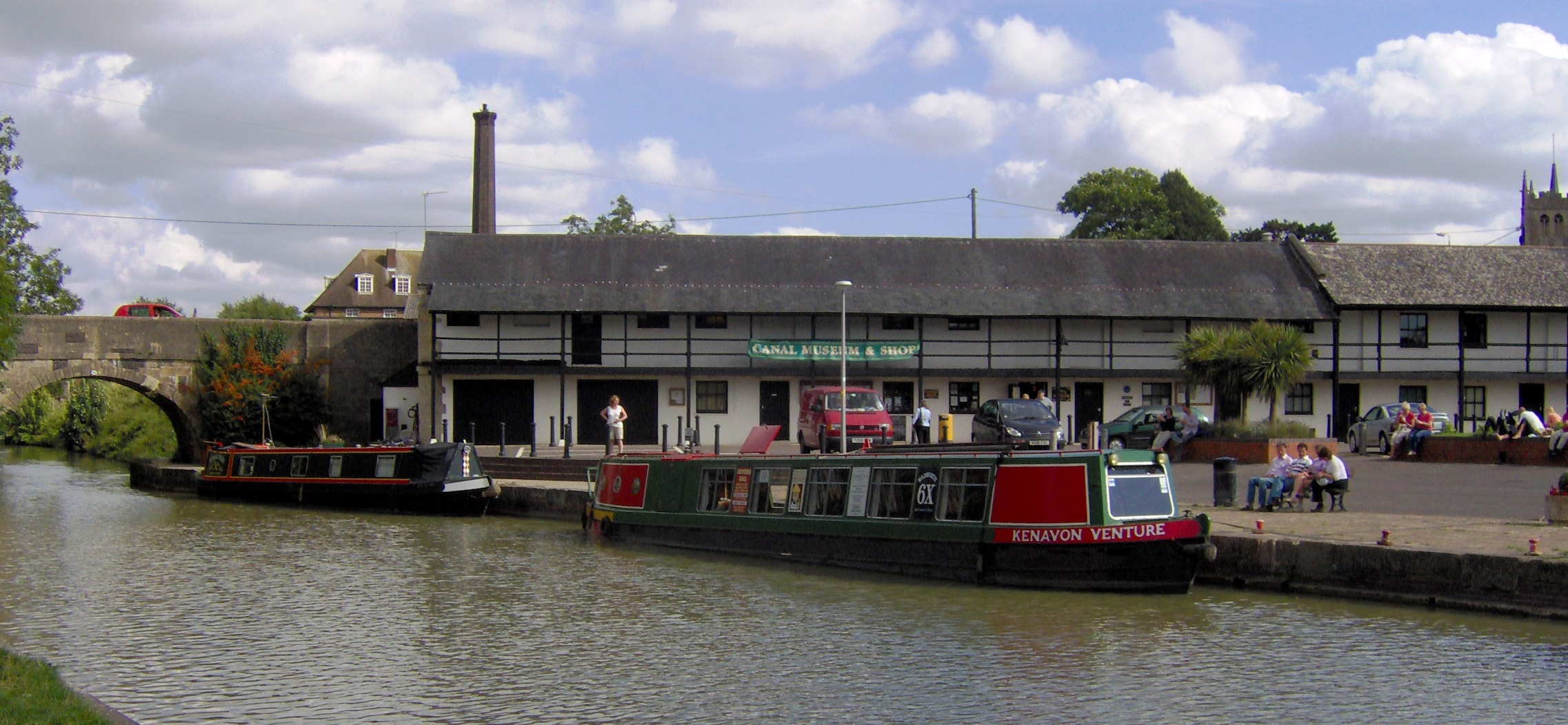
Музей каналу у місті Дівайзіс.

## Виноски
1. 1 2 3  Planning the Canal. katrust.org.uk. Kennet and Avon Canal Trust, The Wharf, Couch Lane, Devizes. Архів оригіналу за 3 серпня 2020. Процитовано 31 січня 2020. (англ.)
2. ↑   Clew, Kenneth R. (1985). The Kennet & Avon Canal. Newton Abbot, UK: David & Charles. ISBN 0-7153-8656-5 (англ.)
3. ↑   Allsop, Niall (1987). The Kennet & Avon Canal. Bath: Millstream Book. ISBN 0-948975-15-6 (англ.)